# نور حسن علي
نور محمد حسن علي (بالإنجليزية: Noor Muhammad Hassan Ali)‏،(1918-2006م) محام أصبح رئيسًا لجمهورية ترينيداد وتوباجو في عام 1987م، وأعيد انتخابه لفترة رئاسية ثانية في عام 1993م حتى 1997م. ولد نور في ترينيداد في أسرة مسلمة. وتلقى تعليمه الأولي في ترينيداد عام 1943ـ 1947م، ودرس في جامعة تورونتو في كندا، حيث حصل على شهادة في القانون. وفي عام 1980م، تأهل محاميًا في المحكمة العليا بلندن وقبل في محكمة ترينيداد وتوباجو في السنة نفسها. وعمل حسن علي في مؤسسة خاصة من عام 1948م حتى 1953م، قبل أن يصبح قاضيًا. عمل في عدة مناصب قانونية حكومية مختلفة حتى عام 1966م عندما عُيِّن قاضيًا في المحكمة العليا في ترينيداد وتوباجو. ومن عام 1978م حتى تقاعده في عام 1985م، كان قاضيًا في محكمة الاستئناف العليا لترينيداد وتوباجو.